# محمد عباس الأنصاري
محمد عباس الأنصاري (بالأردية: محمد عباس انصاری) هو زعيم سياسي بارز وعالم شيعي من جامو وكشمير، وهو انفصالي كشميري، والرئيس السابق لمؤتمر حريات جميع الأحزاب، ومؤسس حزب اتحاد مسلمي جامو وكشمير، وهو يدعو إلى إنهاء العنف في تلك المنطقة.